# Municipio de Big Island
El municipio de Big Island (en inglés: Big Island Township) es un municipio ubicado en el condado de Marion en el estado estadounidense de Ohio. En el año 2010 tenía una población de 1205 habitantes y una densidad poblacional de 13,19 personas por km².

## Geografía
El municipio de Big Island se encuentra ubicado en las coordenadas 40°36′12″N 83°14′48″O / 40.60333, -83.24667. Según la Oficina del Censo de los Estados Unidos, el municipio tiene una superficie total de 91.34 km², de la cual 91,29 km² corresponden a tierra firme y (0,05 %) 0,04 km² es agua.

## Demografía
Según el censo de 2010, había 1205 personas residiendo en el municipio de Big Island. La densidad de población era de 13,19 hab./km². De los 1205 habitantes, el municipio de Big Island estaba compuesto por el 97,93 % blancos, el 0,33 % eran afroamericanos, el 0,25 % eran amerindios, el 0,17 % eran isleños del Pacífico, el 0,25 % eran de otras razas y el 1,08 % eran de una mezcla de razas. Del total de la población el 1 % eran hispanos o latinos de cualquier raza.